# Вовницька сільська рада
Вовни́цька сільська́ ра́да — колишній орган місцевого самоврядування у Млинівському районі Рівненської області. Адміністративний центр — село Вовничі.

## Загальні відомості
- Вовницька сільська рада утворена в 1629 році.
- Територія ради: 38,29 км²
- Населення ради: 1 068 осіб (станом на 2001 рік)

## Населені пункти
Сільській раді були підпорядковані населені пункти:
- с. Вовничі
- с. Красне
- с. Рудливе

## Склад ради
Рада складалася з 16 депутатів та голови.
- Голова ради: Олійник Іван Семенович
- Секретар ради: Ніканорова Марія Павлівна

### Керівний склад попередніх скликань
| Прізвище, ім'я, по батькові | Основні відомості                                                             | Дата обрання | Дата звільнення |
| --------------------------- | ----------------------------------------------------------------------------- | ------------ | --------------- |
| Мартинюк Людмила Павлівна   | Сільський голова, 1970 року народження, член Соціалістичної партії України    | 26.03.2006   | 31.10.2010      |
| Олійник Іван Семенович      | Сільський голова, 1959 року народження, освіта вища, член партії Єдиний Центр | 31.10.2010   |                 |

Примітка: таблиця складена за даними сайту Верховної Ради України